# Яныши (Чебоксарский район)
Я́ныши (чув. Янăш) — деревня в Чебоксарском районе Чувашской Республики, административный центр Янышского сельского поселения. Расположена на правом берегу реки Моргаушка.

## Население
На 1 января 2016 численность увеличилась до 575 человек.
| Год         | 2013 | 2014 | 2015 | 2016 |
| ----------- | ---- | ---- | ---- | ---- |
| Численность | 551  | 558  | 560  | 575  |

| 2010 | 2012 |
| ---- | ---- |
| 562  | ↘541 |

## История
Деревня Яныши образована объединением деревень Большие Яныши и Малые Яныши 24 июня 1965 года. Исторические названия: Янышева, Мун-ял.

## Инфраструктура
На 2016 год в деревне числились 166 частных домов и 1 многоквартирный дом (12 квартир). Деревня разделена на 11 улиц: Центральная, Механизаторская, Молодёжная, 50 лет Победы, Почтовая, Вишнёвая, Родниковая, Малоянышская, Зелёная, Новая, Заовражная.
В деревне открыты Дом Культуры и библиотека.
В 2015 году открыта новая средняя общеобразовательная школа на 165 ученических мест с пристроенными помещениями для дошкольных групп на 40 мест. На 2016/17 учебный год школу посещали 130 учеников, в детский сад — 39 дошкольников. С декабря 2016 в школе действует агрокласс.
Спортивные объекты (2 бассейна, фитнес-зал, зал для настольного тенниса и пр.) располагаются на территории Янышской сош.
На Новой улице работает ФАП.
В Янышах зарегистрированы ЗАО СПК «Прогресс», КФХ Гордеев. Действует филиал Сбербанка России.
В центре деревни установлен памятник воинам, павшим в Великой Отечественной войне.

## Известные жители
В Янышах проживал бывший Глава Чувашии Михаил Игнатьев.